# إيدي هانتينغتون
إيدي هانتينغتون (بالإنجليزية: Eddy Huntington)‏ هو مغني بريطاني، ولد في 29 أكتوبر 1965 في Peterlee ‏ في المملكة المتحدة.

## وصلات خارجية
- إيدي هانتينغتون على موقع ميوزك برينز (الإنجليزية)
- إيدي هانتينغتون على موقع أول ميوزيك (الإنجليزية)
- إيدي هانتينغتون على موقع ديسكوغز (الإنجليزية)